# Missionsbrüder des heiligen Franziskus

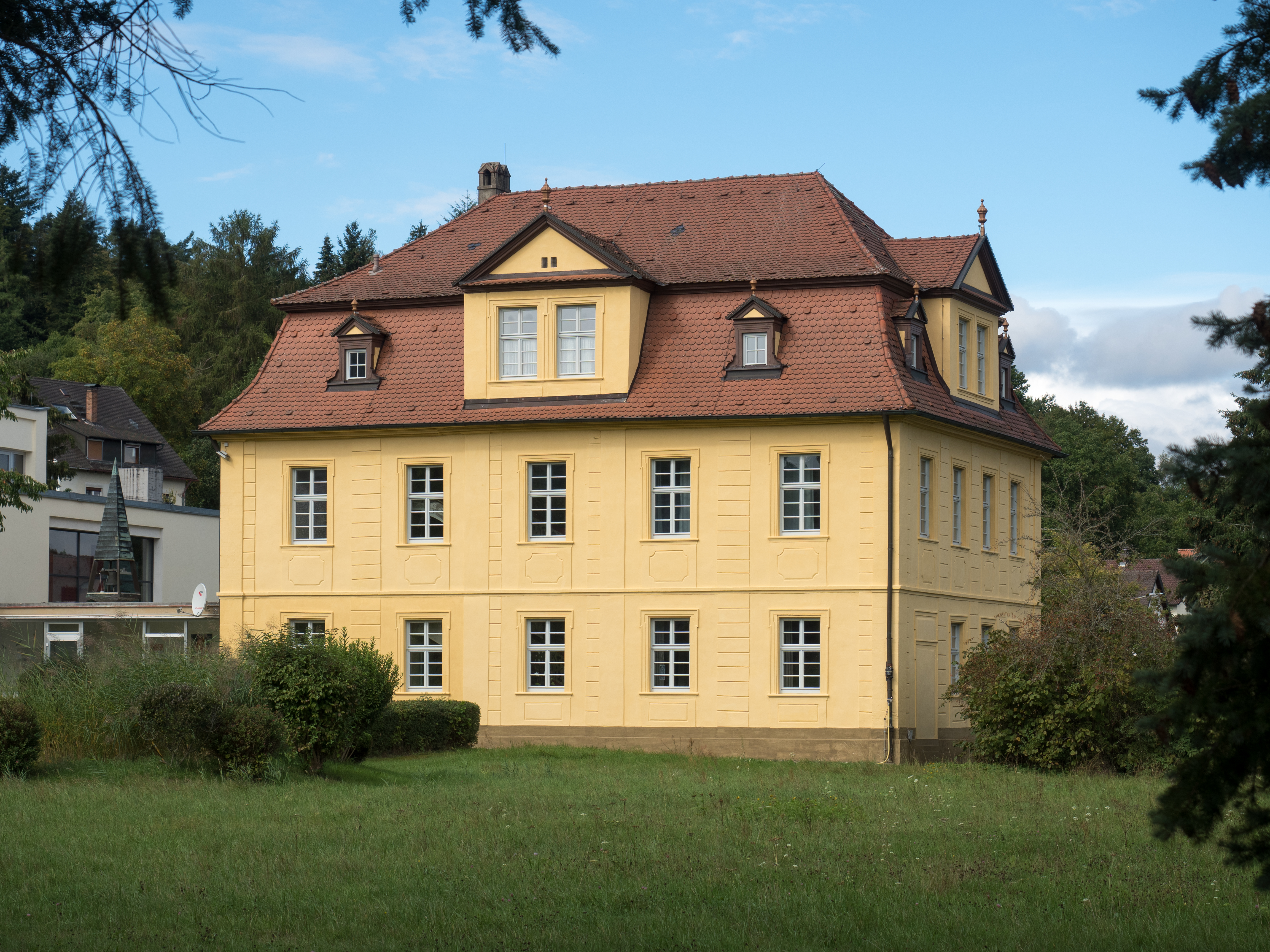
Missionsmuseum Bug

Die Missionsbrüder des heiligen Franziskus, auch in der Schreibweise  …des heiligen Franziskus von Assisi, (lateinisch Congregatio Missionaria Sancti Francisci; Ordenskürzel CMSF) sind eine Ordensgemeinschaft in der römisch-katholischen Kirche. Die Kongregation päpstlichen Rechts ist in acht Ländern vertreten. In Deutschland wurden sie nach ihrer früheren Niederlassung zuweilen auch Haselünner Brüder genannt. 

## Geschichte
Die Kongregation wurde mit der Unterstützung des seinerzeitigen Bischofs von Lahore, Goffredo Pelckmans, als Brüderorden für die Arbeit in der indischen Mission gegründet. Die formale Errichtung der ersten Niederlassung am 21. Februar 1901 erfolgte in Nagpur im Distrikt Khandwa auf Einladung des Erzbischofs von Nagpur, Jean-Marie Crochet. Am 8. Januar 1921 wurde die Neugründung von der Kongregation für die Verbreitung des Glaubens bestätigt.
Der Gemeinschaft gehören weltweit derzeit etwa 500 Brüder in 80 Niederlassungen an. Die Mitglieder sind sämtlich Ordensbrüder und wirken überwiegend in Indien und Sri Lanka.
In Deutschland ließen sich 1914 die ersten Missionsbrüder nieder, zunächst in Ettenheimmünster, dann 1932 in Haselünne. Das Missionshaus in Bug, einem Stadtteil von Bamberg, ist heute die einzige Niederlassung der Ordensgemeinschaft in Deutschland. 1960 erwarben die Missionsbrüder ein um 1740 von Georg Karl Karg von Bebenburg erbautes Schloss in Bug als Missionshaus, das bereits 1961 um einen Ergänzungsbau erweitert wurde. Seit 1964/65 besteht in dem Schloss ein Missionsmuseum.

## Generalsuperioren
- Hermann Paulus Moritz (1930–1940)
- Mathew Pereria (1940–1949)
- Leonard Aguiar (1949–1961)
- Modestus Kern (1961–1967)
- Hubert Kumpuckal (1967–1973)
- Columban Keller (1973–1979)
- Modestus Kern (1979–1985)
- Columban Keller (1985–1991)
- George Thottiyil (1991–1997)
- Pius Kizhakebhagam
- Joseph Karimalayil
- Jose Valliara (2009–2021)
- Joseph Karimalayil (seit 2021)